# Forcarei
Forcarei – gmina w Hiszpanii, w prowincji Pontevedra, w Galicji, o powierzchni 168,39 km². W 2011 roku gmina liczyła 3916 mieszkańców.